# Champ de recherche
En informatique, un champ de recherche (ou boîte de recherche ; en anglais, search box ou search field) est un composant d'interface graphique qui permet de saisir une chaîne de caractères à rechercher. Les champs de recherche sont utilisés dans des programmes informatiques, tels que les gestionnaires de fichiers ou les navigateurs web, ainsi que sur les sites web.
Un champ de recherche est généralement une zone de texte d'une seule ligne dont la fonction est d'accepter une entrée d'un utilisateur et d'utiliser cette entrée pour faire une recherche dans une base de données. Les champs de recherche sur les pages web sont généralement utilisés pour permettre aux visiteurs du site de faire une recherche sur les pages du site.
Les champs de recherche sont parfois accompagnés d'un bouton de recherche (illustré souvent par une loupe) qui permet de soumettre la recherche. Toutefois, le bouton de recherche est souvent omis et l'utilisateur doit alors soumettre sa recherche en appuyant sur la touche entrée. Les caractères saisis dans le champ de recherche peuvent aussi être envoyés au moteur de recherche dès qu'ils sont saisis et le moteur de recherche peut présenter des résultats en temps réel à partir des caractères déjà saisis.

## Programmation

### en html
```
<
form
 
method
=
"get"
 
action
=
"search.php"
 
>

     
<
input
 
type
=
"text"
 
placeholder
=
"recherchez"
 
/>

     
<
input
 
type
=
"submit"
 
value
=
"recherchez"
 
/>

</
form
>

```